# Baldwin County (Alabama)
 Der er flere lokaliteter med dette navn, se Baldwin County.
Baldwin County er et county beliggende i den sydvestlige del af den amerikanske delstat Alabama. Hovedbyen er Bay Minette, mens den største by er Daphne. Mod vest grænser countiet op til Mobile Bay og mod øst grænser det op til Florida. I 2016 havde countiet 208.563 indbyggere. Det blev grundlagt 21. december 1809. Baldwin County er opkaldt efter den amerikanske senator Abraham Baldwin.

## Geografi
Ifølge United States Census Bureau er Baldwin Countys totale areal på 5.250 km², hvoraf de 1.134 km² er vand. 

### Grænsende counties
- Monroe County (nordøst)
- Escambia County (øst)
- Escambia County (øst)
- Mobile County (vest)
- Washington County (nordvest)
- Clarke County (nordvest)